# 歳末ラジオ
『歳末ラジオ』（さいまつラジオ）は、福井放送が制作し、大和田ラジオ本舗・FBCラジオで放送した年末特別番組。2008年末と2009年末に放送。午前・午後それぞれの生ワイド番組を一体化させる形での放送で、8時15分 - 17時00分に放送（1部東京からのコーナーあり）。平常放送時のコーナーを行いつつ特別コーナーも放送する方式であった。

## 歳末ラジオ2008〜ゆくゆくスペシャル〜
パーソナリティ
- 12月29日：重盛政史、さかいちよみ。（午前）、加藤直也（午後）（エコーメイト：ケイ、中村天雀）
- 12月30日：岩本和弘、堀内くみ子（エコーメイト：ケイ、中村天雀）
- 12月31日：重盛政史、田中みゆき（エコーメイト：ケイ）

## 歳末ラジオ2009〜年忘れ！紅白レコード歌合戦〜
パーソナリティ
- 12月29日：岩本和弘、田中みゆき（エコーメイト：ケイ、中村天雀）
- 12月30日：重盛政史、谷戸礼子（エコーメイト：ケイ、中村天雀）
- 12月31日：清田精二、堀内くみ子（エコーメイト：なし）

## 2010年の対応
歳末ラジオなし通常の『良ーいドン!!』および『午後はとことん よろず屋ラジオ』の通常番組およびパーソナリティである。朝ワイドの放送時間は、平常放送時と同じ。昼ワイドの放送時間は、30日は4時10分まで、31日は4時まで。
- 12月29日：吉川圭一（午前）、堀内くみ子（午前）、二木あつ子（午後）他
- 12月30日：吉川圭一（午前）、堀内くみ子（午前）、森本茂樹（午後）他
- 12月31日：吉川圭一（午前）、堀内くみ子（午前）、阿部真由美（午後）他